# Shangqiu
Shangqiu (en chino, 商丘; pinyin, Shāngqiū; Wade-Giles, Shang ch'iu; transcripción antigua, Shangkiu (escuchar)ⓘ) es una ciudad-prefectura en la provincia de Henan, en la República Popular China. Limita al noroeste de Kaifeng, Zhoukou hacia el sudoeste y las provincias de Shandong y Anhui al noreste y sureste. Su área es de 10 703 km² y su población total para 2020 superó los 7,8 millones de habitantes. 
Es una ciudad antigua con una historia rica, Shangqiu fue también la capital de la primera Dinastía Shang. Una vez fue un pequeño pueblo, ahora Shangqiu ha crecido significativamente en los últimos años. Es importante porque se encuentra geográficamente en una confluencia de varias vías férreas principales, haciendo que su estación de tren sea un importante centro de transporte regional.

## Administración
Desde 2019, la ciudad prefectura de Shangqiu se divide en 9 localidades que se administran en 2 distritos urbanos, 1 ciudad suburbana y 6 condados rurales.
- Distrito Liangyuan (梁园区 )
- Distrito Suiyang (睢阳 区)
- Ciudad Yongcheng (永 城市)
- Condado Minquan (民权 县 )
- Condado Ningling (宁 陵县 )
- Condado Zhecheng (柘城县 )
- Condado Sui (睢县)
- Condado Yucheng (虞城 县 )
- Condado Xiayi (夏邑县 )

## Toponimia
El topónimo Shangqiu [/shang-chióu/] se compone de los sinogramas Shang (nombre propio) y Qiu (colina).
Según la leyenda,  Ebo (阏伯) era un astrónomo que estudiaba la estrella Shang (商星). Por sus servicios, el Emperador Ku concedió a Ebo un feudo denominado 'Shang'. Después de su muerte, fue enterrado aquí, por lo que se le llamó Shangqiu (商丘, 'Colina de Shang'). Las personas importantes eran enterradas en lugares elevados, de ahí el nombre "colina".
Shangqiu es el lugar de origen de la dinastía Shang fundada por el clan Shang (商人), la dinastía más antigua de la historia china. El nombre de la dinastía (Shang) podría derivar de esta estrella, ya que el clan Shang la consideraba su "estrella tutelar".

## Historia
La historia de Shangqiu está estrechamente relacionada con el principio de la historia china, Se remonta a los Tres augustos y cinco emperadores (25 a.c). los emperadores Shennong, Zhuanxu y Ku quienes vivieron en esta ciudad. El hijo del emperador Ku, Qi (契), quien ayudó a Yu el Grande (禹) para controlar las inundaciones. Era un recinto feudal de la zona de Shang que hoy es zona de Shangqiu. Que también se convirtió en el antepasado de la nacionalidad antigua de Shang. Se dice que el pueblo Shang primero comenzó a negociar con los países vecinos por el envío de la mercancía con ox wagens. Desde entonces, las personas que hacen negocios se llaman las personas Shang (Shang Rén 商人, aunque hoy es desconocido). El nieto decimotercero de generaciónón de Qi (契), Tang derrocó al gobernante de la dinastía Xia y fundó la dinastía Shang, con su capital por primera vez en Nanbo (南 亳, actualmente al sur de Shangqiu). Alrededor de siglo XI a. C., la dinastía Shang fue sustituida por la dinastía Zhou. Los descendientes reales de la dinastía Shang fueron feudo de la zona de Shangqiu, que más tarde se convirtió en el estado de Song.

## Clima
| Parámetros climáticos promedio de Shangqiu (1971−2000) | Parámetros climáticos promedio de Shangqiu (1971−2000) | Parámetros climáticos promedio de Shangqiu (1971−2000) | Parámetros climáticos promedio de Shangqiu (1971−2000) | Parámetros climáticos promedio de Shangqiu (1971−2000) | Parámetros climáticos promedio de Shangqiu (1971−2000) | Parámetros climáticos promedio de Shangqiu (1971−2000) | Parámetros climáticos promedio de Shangqiu (1971−2000) | Parámetros climáticos promedio de Shangqiu (1971−2000) | Parámetros climáticos promedio de Shangqiu (1971−2000) | Parámetros climáticos promedio de Shangqiu (1971−2000) | Parámetros climáticos promedio de Shangqiu (1971−2000) | Parámetros climáticos promedio de Shangqiu (1971−2000) | Parámetros climáticos promedio de Shangqiu (1971−2000) |
| Mes                                                    | Ene.                                                   | Feb.                                                   | Mar.                                                   | Abr.                                                   | May.                                                   | Jun.                                                   | Jul.                                                   | Ago.                                                   | Sep.                                                   | Oct.                                                   | Nov.                                                   | Dic.                                                   | Anual                                                  |
| ------------------------------------------------------ | ------------------------------------------------------ | ------------------------------------------------------ | ------------------------------------------------------ | ------------------------------------------------------ | ------------------------------------------------------ | ------------------------------------------------------ | ------------------------------------------------------ | ------------------------------------------------------ | ------------------------------------------------------ | ------------------------------------------------------ | ------------------------------------------------------ | ------------------------------------------------------ | ------------------------------------------------------ |
| Temp. máx. media (°C)                                  | 5.1                                                    | 8.1                                                    | 13.5                                                   | 21.0                                                   | 26.5                                                   | 31.3                                                   | 31.8                                                   | 30.6                                                   | 26.8                                                   | 21.5                                                   | 13.9                                                   | 7.5                                                    | 19.8                                                   |
| Temp. mín. media (°C)                                  | −3.9                                                   | −1.6                                                   | 2.8                                                    | 9.2                                                    | 14.6                                                   | 19.8                                                   | 23.0                                                   | 22.1                                                   | 16.4                                                   | 10.2                                                   | 3.3                                                    | −2.0                                                   | 9.5                                                    |
| Precipitación total (mm)                               | 13.0                                                   | 15.4                                                   | 32.8                                                   | 40.0                                                   | 56.2                                                   | 78.3                                                   | 171.8                                                  | 125.6                                                  | 72.9                                                   | 42.9                                                   | 20.2                                                   | 12.0                                                   | 681.1                                                  |
| Días de precipitaciones (≥ 0.1 mm)                     | 3.3                                                    | 4.2                                                    | 6.0                                                    | 6.1                                                    | 7.0                                                    | 8.0                                                    | 12.2                                                   | 9.6                                                    | 7.7                                                    | 6.7                                                    | 4.6                                                    | 3.4                                                    | 78.8                                                   |
| Fuente: Weather China                                  |                                                        |                                                        |                                                        |                                                        |                                                        |                                                        |                                                        |                                                        |                                                        |                                                        |                                                        |                                                        |                                                        |

## Gente famosa
- Cangjie (仓颉)
- Zhuangzi (庄子)
- Mozi (墨子)
- Hua Mulan (花木兰)
- Jiang Yan (江淹)
- Hou Fangyu (侯方域)